# 小比利·弗蘭克
小比利·弗蘭克（英語：Billy Frank, Jr.，1931年3月9日—2014年5月5日），是一名北美环境保护人士和运动人士。他在1960年至1970年代，积极参与保护华盛顿州的自然环境和资源运动。
2014年5月5日，去世，享年83岁。